# Spartans Sports Club
El Spartans Sports Club es un equipo de fútbol de Dominica. Ha sido campeón de liga en tres ocasiones (1965, 1969 y 1979) y de copa en otras dos (1967 y 1972).

## Palmarés
- Campeonato de fútbol de Dominica (3): 1965, 1969, 1979
- Copa de Dominica (2): 1967, 1972